# Abdoulie Ceesay
Abdoulie Ceesay (5 gennaio 2004) è un calciatore gambiano, attaccante del St. Pauli e della nazionale gambiana.

## Carriera

### Club
Ceesay ha iniziato la sua carriera calcistica nel Gambia con la maglia del Real de Banjul. Il 5 luglio 2024 è stato ceduto in prestito al Paide, e l'11 luglio ha debuttato nel corso dei turni preliminari Conference League vinto 2-1 contro il Bala Town, anche grazie ad una sua rete.

### Nazionale
Ha debuttato con la nazionale gambiana l'11 ottobre 2024 nell'incontro di qualificazione per la Coppa d'Africa 2025 pareggiato 1-1 contro il Madagascar.

## Statistiche

### Presenze e reti nei club
Statistiche aggiornate all'11 ottobre 2024.
| Stagione        | Squadra         | Campionato      | Campionato | Campionato | Coppe nazionali | Coppe nazionali | Coppe nazionali | Coppe continentali | Coppe continentali | Coppe continentali | Altre coppe | Altre coppe | Altre coppe | Totale | Totale | Totale |
| Stagione        | Squadra         | Comp            | Pres       | Reti       | Comp            | Pres            | Reti            | Comp               | Pres               | Reti               | Comp        | Pres        | Reti        | Pres   | Reti   |        |
| --------------- | --------------- | --------------- | ---------- | ---------- | --------------- | --------------- | --------------- | ------------------ | ------------------ | ------------------ | ----------- | ----------- | ----------- | ------ | ------ | ------ |
| 2024            | Paide           | ML              | 15         | 13         | CD              | 0               | 0               | UECL               | 6                  | 3                  | -           | -           | -           | 21     | 16     |        |
| Totale carriera | Totale carriera | Totale carriera | 15         | 13         |                 | 0               | 0               |                    | 6                  | 3                  |             | -           | -           | 21     | 16     |        |

### Cronologia presenze e reti in nazionale
| Cronologia completa delle presenze e delle reti in nazionale ― Gambia | Cronologia completa delle presenze e delle reti in nazionale ― Gambia | Cronologia completa delle presenze e delle reti in nazionale ― Gambia | Cronologia completa delle presenze e delle reti in nazionale ― Gambia | Cronologia completa delle presenze e delle reti in nazionale ― Gambia | Cronologia completa delle presenze e delle reti in nazionale ― Gambia | Cronologia completa delle presenze e delle reti in nazionale ― Gambia | Cronologia completa delle presenze e delle reti in nazionale ― Gambia |
| Data                                                                  | Città                                                                 | In casa                                                               | Risultato                                                             | Ospiti                                                                | Competizione                                                          | Reti                                                                  | Note                                                                  |
| --------------------------------------------------------------------- | --------------------------------------------------------------------- | --------------------------------------------------------------------- | --------------------------------------------------------------------- | --------------------------------------------------------------------- | --------------------------------------------------------------------- | --------------------------------------------------------------------- | --------------------------------------------------------------------- |
| 11-10-2024                                                            | Casablanca                                                            | Madagascar                                                            | 1 – 1                                                                 | Gambia                                                                | Qual. Coppa d'Africa 2025                                             | -                                                                     | 46’                                                                   |
| 15-11-2024                                                            | Berkane                                                               | Gambia                                                                | 1 – 2                                                                 | Comore                                                                | Qual. Coppa d'Africa 2025                                             | -                                                                     | 81’                                                                   |
| 18-11-2024                                                            | Radès                                                                 | Tunisia                                                               | 0 – 1                                                                 | Gambia                                                                | Qual. Coppa d'Africa 2025                                             | 1                                                                     | 62’ 78’                                                               |
| 20-3-2025                                                             | Abidjan                                                               | Gambia                                                                | 3 – 3                                                                 | Kenya                                                                 | Qual. Mondiali 2026                                                   | -                                                                     | 77’                                                                   |
| 24-3-2025                                                             | Abidjan                                                               | Costa d'Avorio                                                        | 1 – 0                                                                 | Gambia                                                                | Qual. Mondiali 2026                                                   | -                                                                     | 46’                                                                   |
| Totale                                                                |                                                                       | Presenze                                                              | 5                                                                     |                                                                       | Reti                                                                  | 1                                                                     |                                                                       |